# 奥林匹亚音乐厅

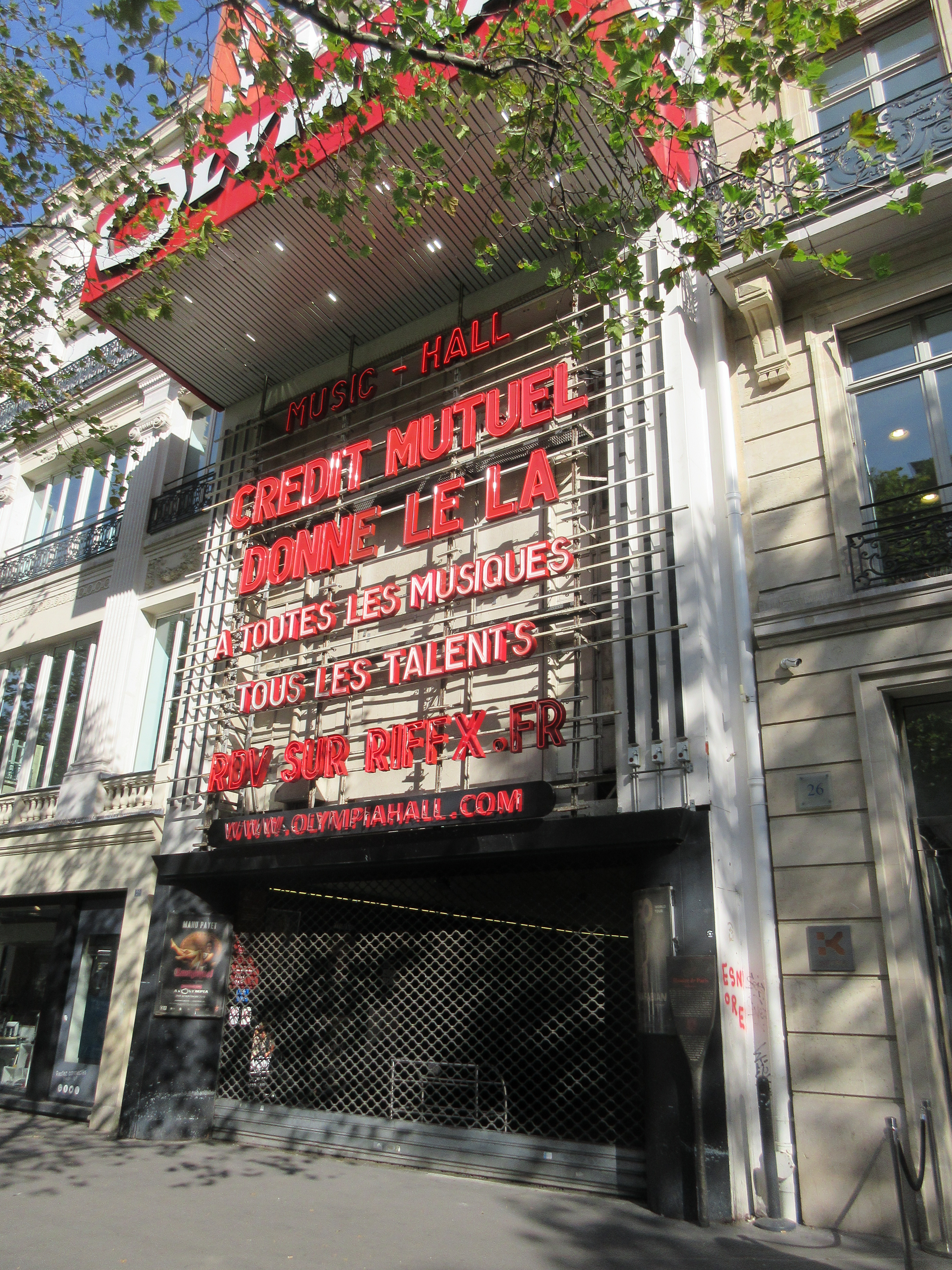
奥林匹亚音乐厅入口

奥林匹亚音乐厅（Olympia）是法国巴黎的一个音乐厅，位于巴黎第九区嘉布遣大道28号。
奥林匹亚音乐厅成立于1888年，由红磨坊的创办人约瑟夫·欧勒建立，是巴黎最古老的音乐厅，也是世界上最著名的音乐厅之一，它的显著标志是一个巨大的红色发光字母，写着它的名字。最初它的名字是“Montagnes Russes”，在1893年更名为奥林匹亚。
除了音乐表演，奥林匹亚也举行各种娱乐活动，包括马戏，芭蕾舞和轻歌剧。然而，此后其营业就逐步下降，从1929年到1944年放映电影。第二次世界大战期间德国占领法国时，恢复为音乐厅，1945年光复后，向盟军免费开放。观众不得不先听完四个国家的国歌，然后表演节目，压轴戏总是充满活力的法国康康舞，其中一些舞蹈演员已不再年轻。此后，它再次恢复为电影院，直至1954年2月Bruno Coquatrix又将其恢复为音乐厅。他去世后，该音乐厅一度有被拆除改建成停车场的危险。1993年1月7日，法国当时的文化部长杰克郎（Jack Lang）下令加以保护，用两年时间重建了立面和富丽堂皇的红色内饰。
艾迪特·皮雅芙从1955年1月到1962年10月在奥林匹亚的几大系列的演出取得了很大的声誉。杰夫·巴克利长期以来一直是皮雅芙的崇拜者，1995年在此进行了他自认为演艺生涯中最好的一场演出，后来在2001年发布为Live À L'Olympia 。
雅克·布雷尔于1961年和1964年在奥林匹亚举行了两场富有传奇色彩的音乐会。玛莲娜·迪特里茜的1962年奥林匹亚音乐会被转播。